# Teos (ciudad)
Teos (en griego antiguo: Τέως,Téōs) fue una ciudad de la antigua región de Jonia, en la costa de Asia Menor, actual Turquía. Estaba situada entre las ciudades de Quitrio y Mioneso, al NO de Éfeso, y alrededor de 40 km al SE de la actual Esmirna, cerca del actual puerto de Siğacik en Turquía.

## Geografía
El centro urbano de la polis estaba situado en la costa jónica. Estaba construida sobre una península en la costa sur de la península de Karaburun. La acrópolis de la ciudad estaba situada en una colina alargada orientada de norte a sur, conocida actualmente como Kocakır Tepe, cerca del extremo de la península. La ciudad tenía dos puertos, uno en el lado norte del promontorio y el otro en la bahía al sur. La ciudad baja se situaba principalmente en la zona entre la acrópolis y la bahía del puerto sur. La bahía del puerto norte sigue siendo el actual puerto de Sığacık. Estrabón llamó al puerto norte Gerreídas y Tito Livio, Gereástico. Según Estrabón, la distancia entre los puertos era de 30 estadios.
El territorio que ocupaba la ciudad-estado de Teos se conocía como gē hē Tēiē (γῆ ἡ Τηίη). Su tamaño se ha estimado en unos 100−200 km2.
Al noroeste de su territorio se encontraba la región de la polis de Eritras, al norte Clazómenas, al noreste Esmirna]y al este Colofón. Éfeso se encontraba más al sureste. Plinio el Viejo llamó consideró incorrectamente a Teos como una isla.
Los etnónimos Tēios (Τήιος) y Teiios (Τέιιος) se utilizaban para designar a los ciudadanos de la ciudad.

## Historia

### Época arcaica

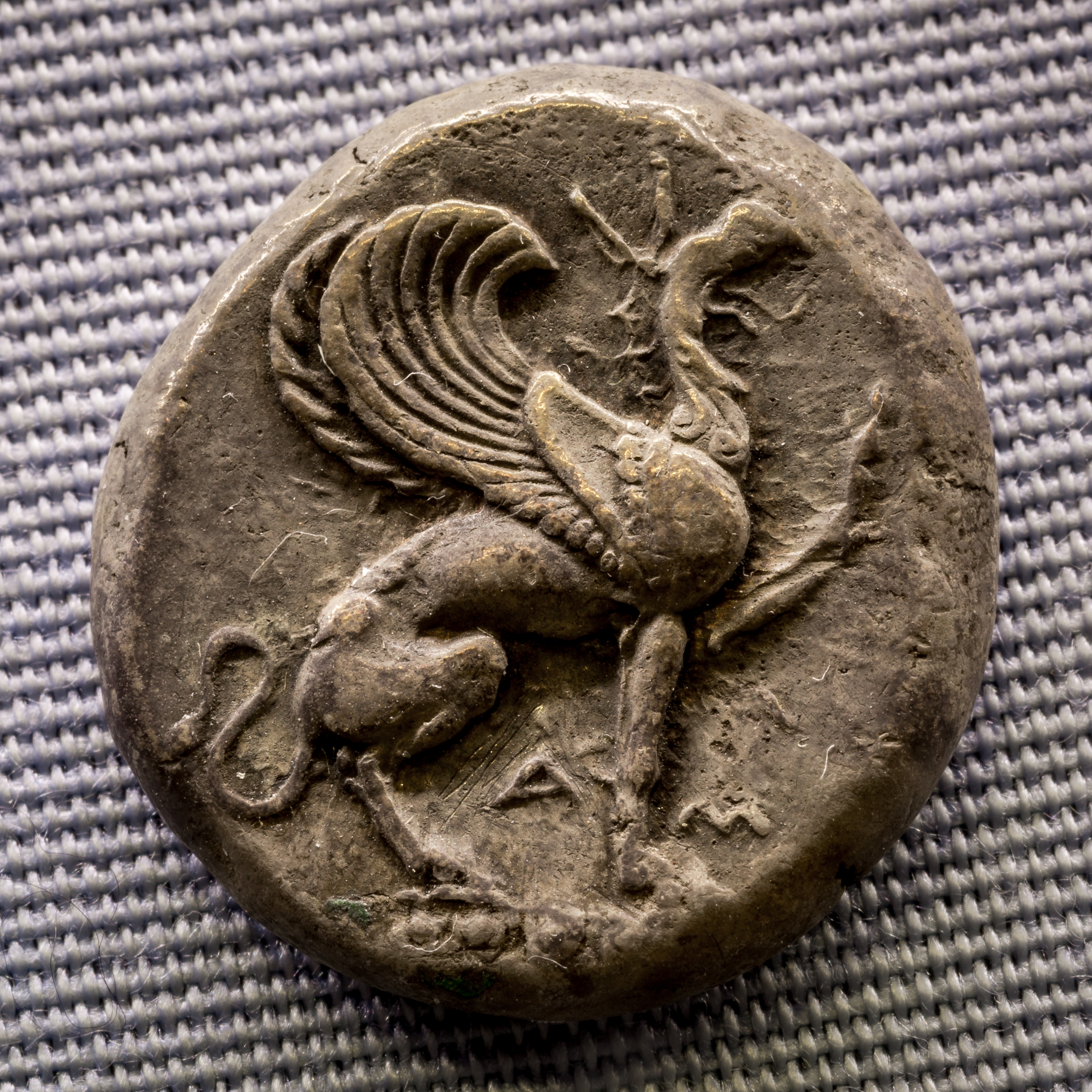
Estatero de plata. Inscripción en el anverso: ΤΕΩΣ, y figura de un grifo, Múnich, Staatliche Antikensammlungen

Fue fundada como colonia de Orcómeno, dirigida por Atamante, al que se unieron atenienses (dirigidos por Naoclo o Nauclo, Apeco y Damaso) y beocios (dirigidos por Geres). La región donde estaba situada producía muy buen vino y Dioniso era uno de los dioses principales. También se veneraba especialmente a Poseidón.
Según otra tradición fue fundada durante el primer milenio a. C. por colonos de Tesalia y de Atenas. Fue una importante ciudad comercial y naviera en su apogeo entre 600-500 a. C. Era, según Heródoto, una de las doce ciudades jonias; de hecho se consideraba que ocupaba justo el centro de Jonia, por lo que Tales de Mileto propuso que Teos fuera el lugar donde tuviera su sede la asamblea de los jonios,por su céntrica situación, pero su propuesta no fue seguida; en su lugar, el centro de la Liga se situó en el Panjonio, en la zona de Priene.  Pasó bajo dominio del Imperio aqueménida después de la caída de Creso. Ciro II envió a Harpago a someter las ciudades griegas que estaban antes bajo el control de Lidia, lo que entrañó el éxodo de una parte de la población entre el 545 y el 540 a. C. hacia Tracia, donde participó en la refundación de Abdera, o al lado asiático del Bósforo Cimerio, donde participaron en la fundación de Fanagoria en el Mar Negro, pero una parte de los antiguos habitantes permanecieron en la ciudad o regresaron allí después de la invasión persa de Grecia. También participó en el establecimiento de Naucratis en el Egipto. Abdera se consideraba una colonia de Teos, y los vínculos entre las ciudades siempre se mantuvieron estrechos, hasta el punto de que las leyes adoptadas en Teos también se introdujeron en Abdera.

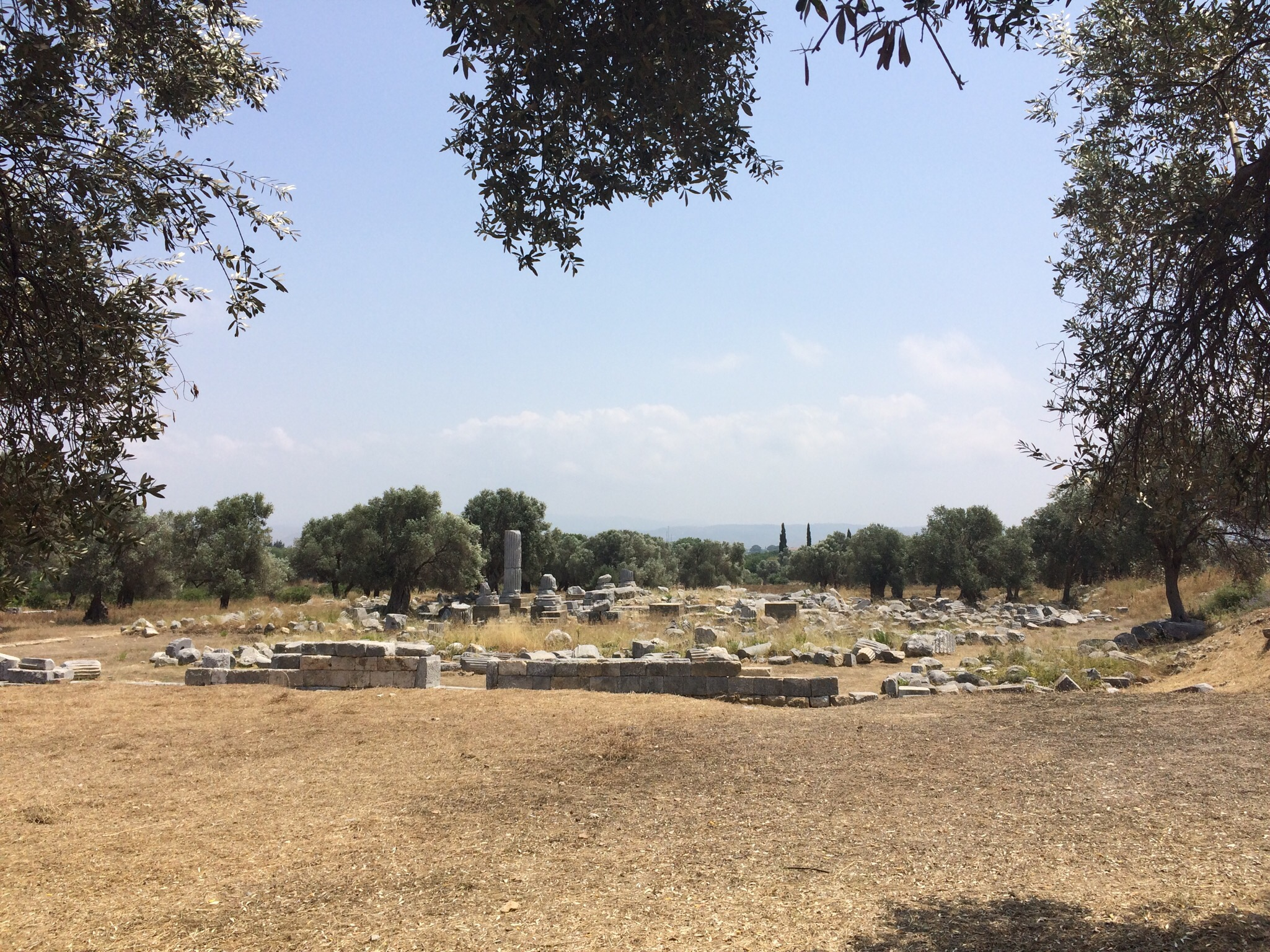
Restos.

Se unió a la revuelta jónica contra el dominio aqueménida, organizada por la ciudad de Mileto y su tirano Aristágoras. Aportó diecisiete naves en la batalla naval de Lade. en 494 a. C en la que participaron 17 barcos. Algunos de los que se habían trasladado a Tracia regresaron a Teos. La Teos que quedó conservó su posición en la Liga Jónica, aunque perdió importancia. Teos acuñó su propia moneda de electro a finales del 500 a. C., y moneda de plata del patrón egineta en los años 500 y 400 a .C.

### De la época clásica a la Antigüedad tardía
Perteneció a la Liga de Delos durante la guerra del Peloponeso. Después del fracaso ateniense de la expedición a Sicilia, la ciudad se rebeló, en el año 412 a. C., pero fue sometida de nuevo poco tiempo después,  e intentó pasarse al bando de Esparta.
En el siglo IV a. C. el puerto de Teos resurgió gracias a Antígono I Monoftalmos, que pretendía unir la ciudad con Lébedos mediante sinecismo para que los habitante de Lébedos fueran trasladados allí. Lisímaco conquistó Teos en el 302 a. C. y trasladó a muchos ciudadanos de Teos y Lébedos a su recién fundada Arsíone, (nombre nuevo de Éfeso) cuyo nombre se debía a la esposa de Lisímaco, Arsínoe.
Según las fuentes, Epicuro estudió con un discípulo de Demócrito en Teos.
En el siglo II a. C. aún era próspera, a pesar de los desórdenes del mundo helenístico.  En el mismo siglo acuñó monedas de plata acuñadas de diseño fenicio. También se acuñaron algunas monedas de oro.
Alrededor del año 200 a. C. Teos sirvió de centro regional del koinón de artistas de Dionisio, una especie de gremio de Jonia y el Helesponto, pero más tarde se trasladó a Éfeso.
Durante la guerra romano-siria, la flota de Antíoco III fue derrotada por los romanos y rodios cerca de Teos bajo el mando del pretor Régulo.

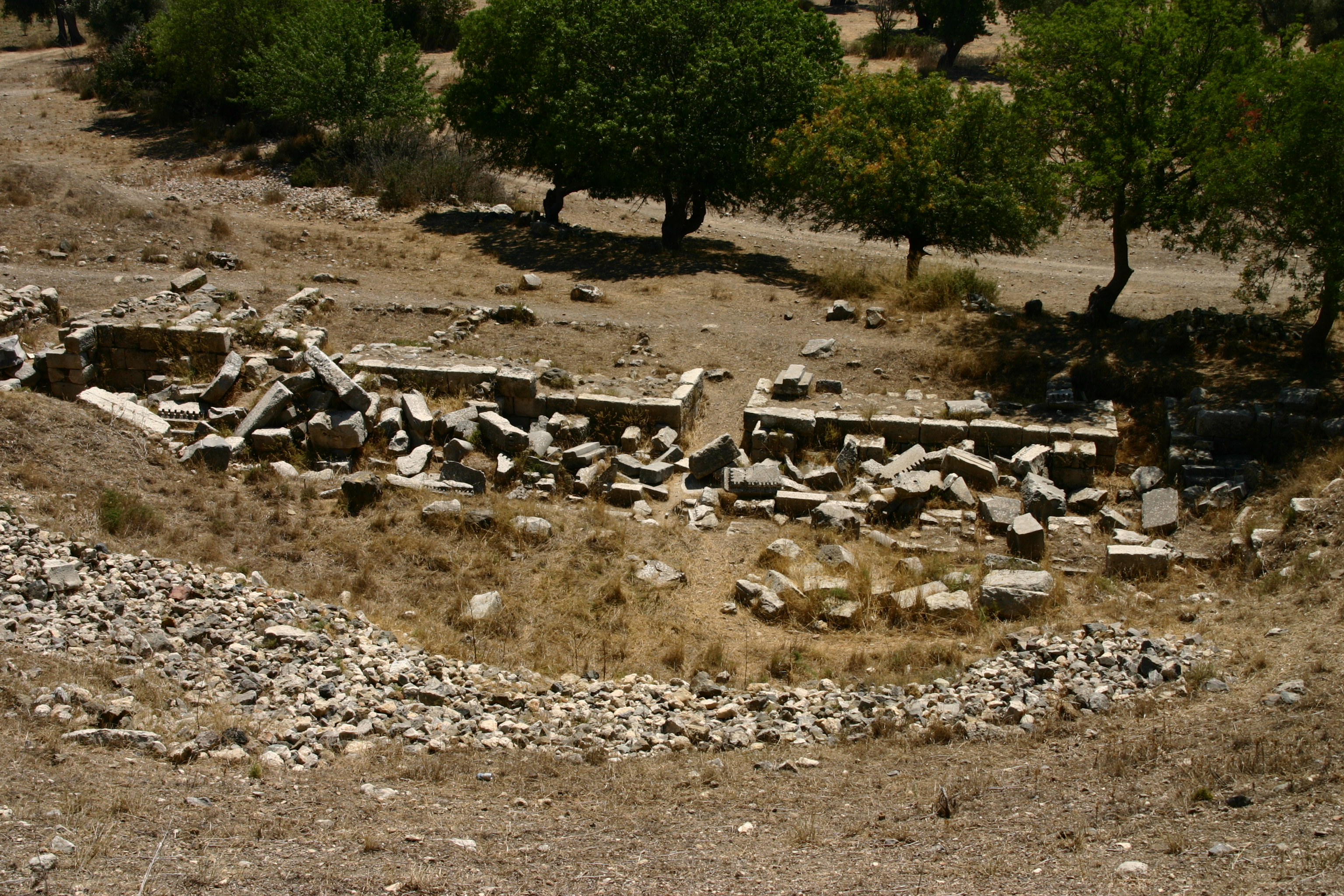
Teatro de Teos.

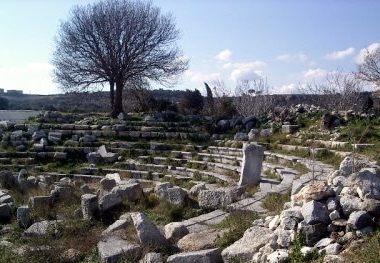
Odeón de Teos.

En la guerra de Roma contra el seléucida Antíoco I Sóter, este fue derrotado cerca de Teos por la flota romana y la de los rodios.
Aún se conservan restos de Teos en la ciudad turca de Sigacik, especialmente un teatro, el templo de Dioniso y las murallas. Algunas inscripciones hacen mención a tratados con Roma, con Etolia, y con algunas ciudades de Creta y otros estados, reconociendo la inviolabilidad del territorio de Teos, la preeminencia del dios Dioniso y el derecho de asilo.
Fue el lugar de nacimiento del poeta Anacreonte, del historiador y filósofo escéptico Hecateo de Abdera   El dramaturgo ateniense Eupolis, estimaba a Protágoras natural de Teos
En los primeros tiempos del cristianismo, los obispos de Teos eran los sufragáneos de Éfeso. Entre los obispos, se menciona a Máximo, que asistió al Primer Concilio de Nicea en 325, y a Genadio, al Concilio de Calcedonia en 451. La ciudad pudo haber sido destruida por un terremoto.

## Edificios y hallazgos

### Acrópolis, murallas, ágora y puertos
La ciudad estaba rodeada de murallas, cuyo trazado puede seguirse en toda su extensión. En la acrópolis se han encontrado algunos restos de murallas. En la ciudad baja, la muralla encerraba un área de unos 0,5 km2 . Sus murallas datan del período helenístico y se remontan al siglo I a. C.. En la ciudad baja se encontraba el ágora, lugar de comercio y reunión. En su esquina norte se han encontrado los restos de un buleuterio, o lugar de reunión del consejo.
Se han conservado restos de rompeolas tanto en el puerto norte como en el sur. El espigón del puerto sur se conserva en dirección este-oeste a lo largo de 200 metros, y su estructura se asemeja a la de las murallas de la ciudad, por lo que es posible que se construyeran al mismo tiempo.

### Teatro

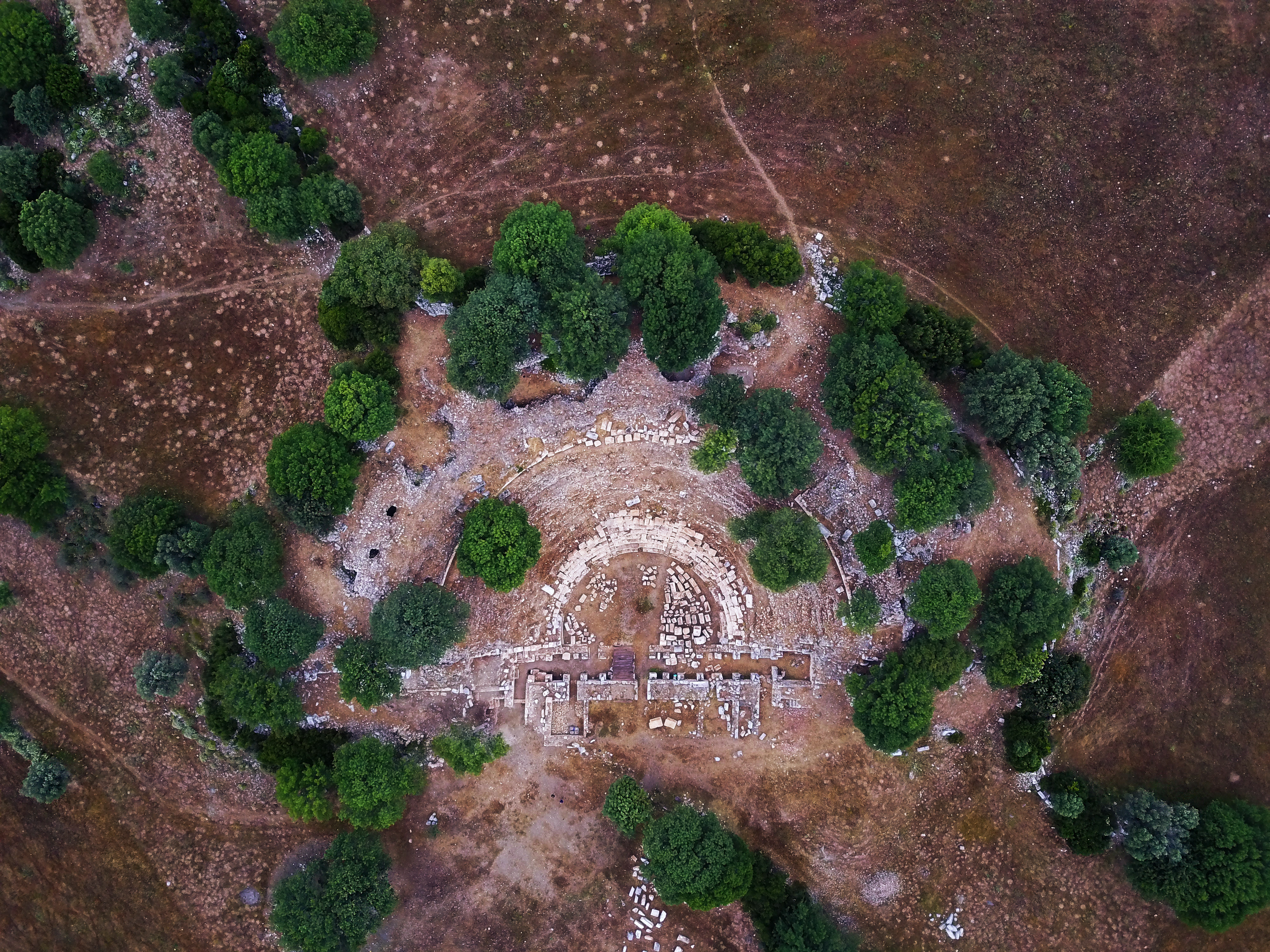
El teatro de la ciudad visto desde el aire.

Estaba situado en la ladera sureste de la acrópolis. Originalmente era un teatro griego construido en la época helenística, que se transformó en un teatro más teatro romano en la época romana bajo el emperador Adriano. La cávea se ha conservado hasta una altura de 15 m. Dominaba la ciudad, la península de Mioneso y Samos.

### Templo de Dioniso

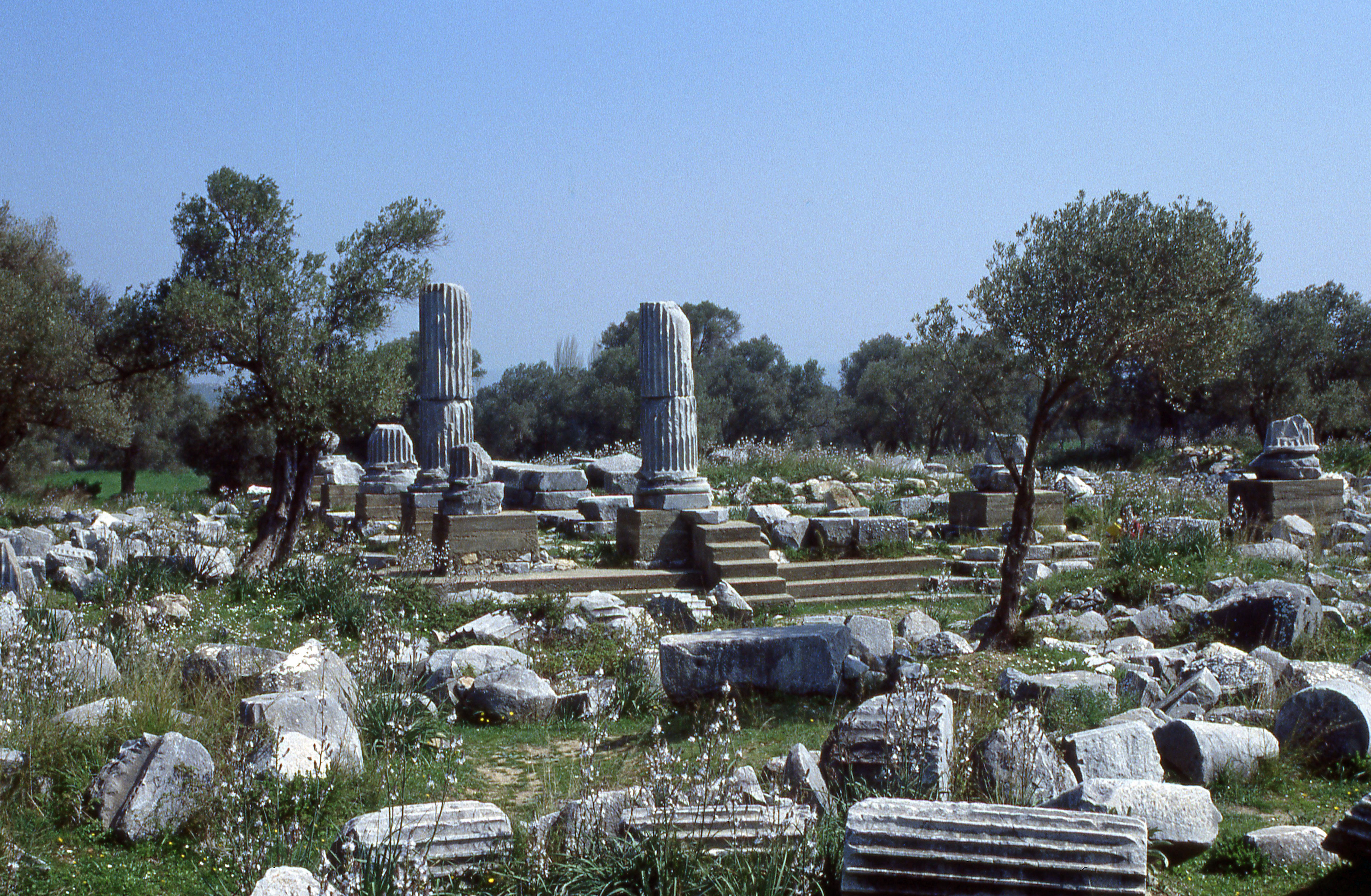
Templo de Dioniso.

El templo de Dioniso Setaneo, consagrado a Dioniso, la deidad principal de Teos, estaba situado en la parte occidental de la ciudad, dentro de las murallas. Fue construido en época helenística,  con la dirección del arquitecto  Hermógenes. Sin embargo, parece que en su emplazamiento hubo un templo más antiguo, construido en la época arcaica. El templo fue restaurado en época romana, en el siglo II d. C., y dedicado a Adriano. Este templo, en parte reconstruido, fue consagrado al culto de Tiberio en época romana y luego al del emperador Adriano.
El templo era de estilo jónico. Su estilóbato mide unos 35 × 19 metros, y su peristasis tenía 11 × 6 columnas (hexástilo). En el interior del templo había un pronaos, una naos y un opistodomos. Los detalles arquitectónicos del templo se asemejan al Templo de Atenea de Priene, y el Templo de Zeus Sosípolis en Magnesia del Meandro. En el lugar se han restaurado algunas columnas del templo.
Está rodeado por una zona de témenos. Según la costumbre, el altar estaba en el lado este del templo.

### Otros hallazgos
Se ha encontrado un odeón al sureste del teatro, con 11 filas de bancos relativamente bien conservados. En el lado noreste de la acrópolis se ha hallado un gran edificio identificado como gimnasio. En la ciudad baja se ha encontrado una calle pavimentada con canales de agua.
En la ciudad se han encontrado numerosas inscripciones, entre las que se incluyen acuerdos con los romanos, etolios y cretenses por parte de los policías de Teos.